# Dixie Lee (actrice)

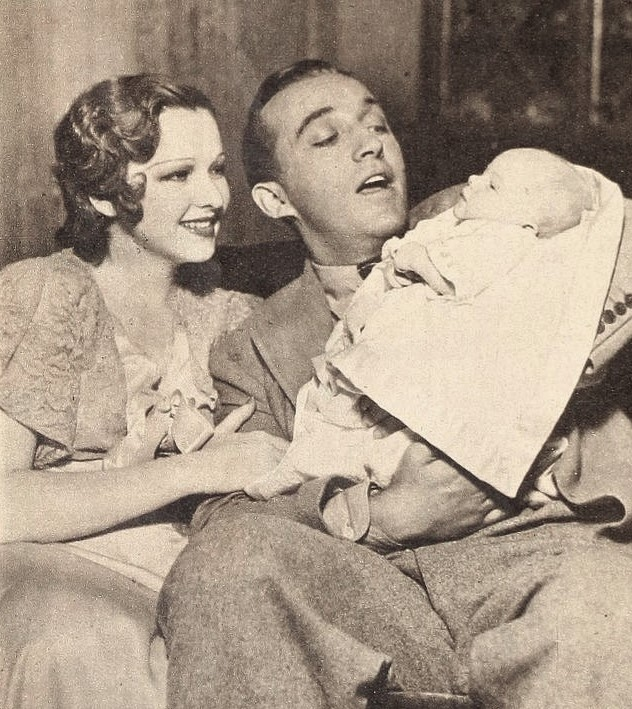
Dixie Lee et Bing Crosby avec Gary Crosby, 1933

Wilma Winifred Wyatt (4 novembre 1909 - 1 novembre 1952), connue sous le nom de Dixie Lee, est une actrice, danseuse et chanteuse américaine. Elle est la première épouse du chanteur Bing Crosby et la mere de Gary Crosby.

## Biographie
Elle est née à Harriman, Tennessee, le 4 novembre 1909,d'Evan Wyatt et de l'ancienne Nora Scarborough. (Lorsqu'elle est entrée dans le show business, elle a donné sa date de naissance au 4 novembre 1911.) Après avoir déménagé à Chicago, elle est diplômée du Senn High School.[3] Pendant son séjour à Chicago, elle a adopté le nom professionnel "Dixie Carroll" pour participer à un concours de chant amateur en mai 1928. Elle a remporté le concours et le prix était un emploi de chanteuse dans un relais routier appelé College Inn. Alors qu'elle travaillait là-bas, elle a été repérée par un dépisteur de talents et a reçu un rôle dans la compagnie itinérante de Good News. Un contrat de film a ensuite été proposé et Winfield Sheehan du studio de cinéma Fox a changé son nom en Dixie Lee, pour éviter toute confusion avec les actrices Nancy Carroll et Sue Carol.

## Filmographie partielle
- 1929 : Why Leave Home?
- 1929 : Fox Movietone Follies of 1929 de David Butler
- 1930 : Nuits de Californie (Let's Go Places) de Frank R. Strayer
- 1930 : The Big Party de John G. Blystone
- 1930 : Cheer Up and Smile de Sidney Lanfield
- 1931 : No Limit de Frank Tuttle
- 1931 : Young Sinners de John G. Blystone